# 王孝籍
王孝籍（?—?），隋朝儒学者，平原人。
王孝籍年少好学，博览群书，遍治五经，颇有文才。他与河间刘炫志向相同关系友善。开皇年间，召入朝廷秘书省，协助王劭修国史。王劭不礼待他，在秘书省多年，而不免除纳税。'王孝籍郁郁不得志，向吏部尚书牛弘陈说自己的困境。牛弘也知道他有学问，但最终没有能调动他的职务。后回到了乡里，以教学为业，在家中去世。注解《尚书》及《诗经》，遭乱散失零落。

## 延伸阅读
[在维基数据编辑]
 《隋書·卷75》，出自魏徵《隋书》